# Memorias de Antínoo

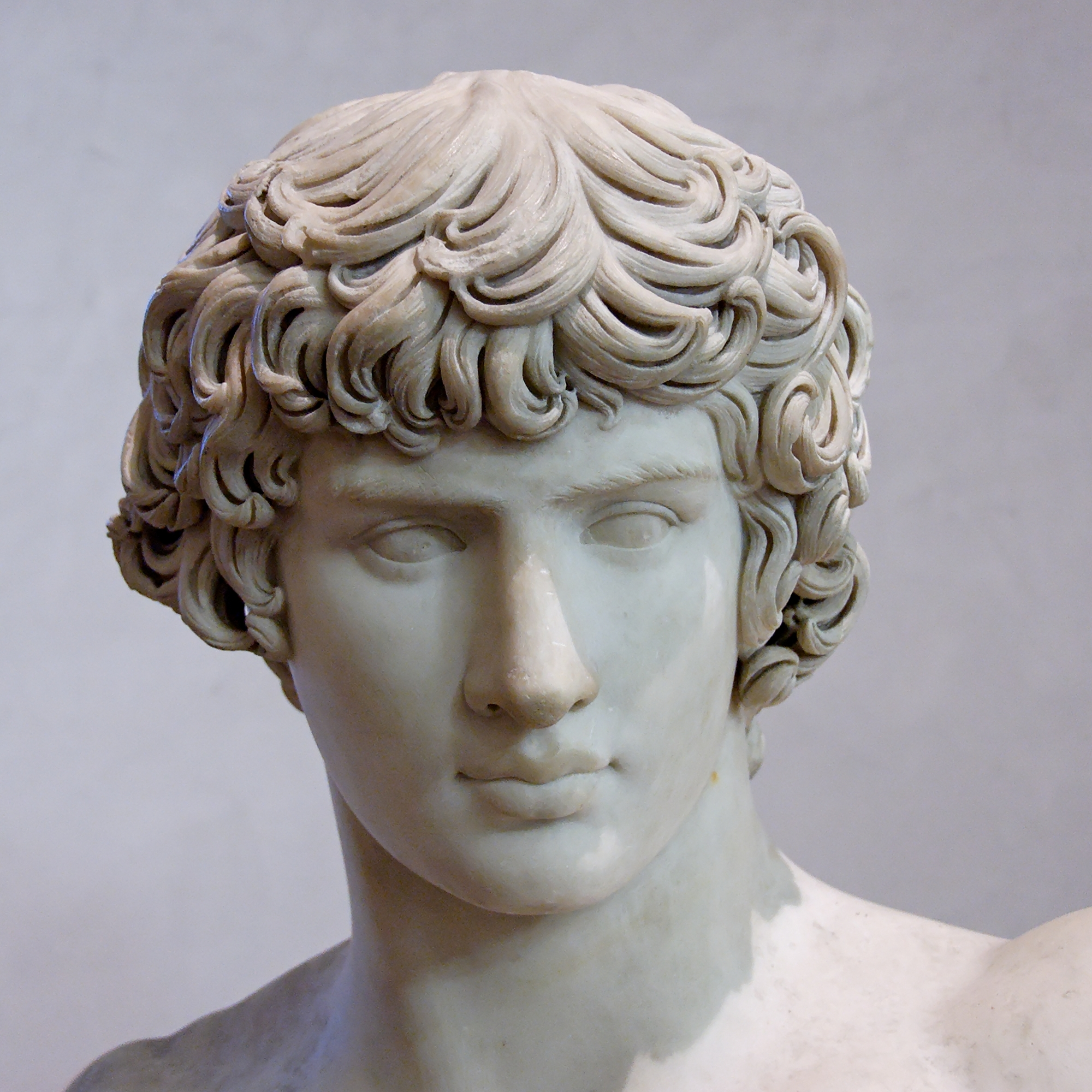
Busto de Antínoo en la Villa Adriana, en Tívoli. Actualmente en el Louvre.

Memorias de Antínoo es una novela escrita por el argentino Daniel Herrendorf inspirada en la obra Memorias de Adriano de  Marguerite Yourcenar y publicada en el 2000.

## Características de la obra
Herrendorf con ritmo monológico pero desde el punto de vista de Antínoo, relata la misma historia que en la obra de Marguerite Yourcenar pero desde su peculiar punto de vista, muy diverso al del Emperador. En la trama hay pasajes históricos de gran realismo, pasajes completamente surreales, y un juego ditirámbico de monólogos, diálogos y citas presuntas, que hacen de la obra un verdadero misterio. En la edición, hay citas a pie de página que simulaban que todo el texto era un escrito de Antínoo hallado y traducido.
Toda la obra transcurre "en el mismo momento" de la muerte de Antínoo, es decir, como un suspiro respirado en el momento exacto de su muerte. Esa equidistancia entre la vida y la muerte le permite al autor avanzar y retroceder en el tiempo sin ninguna discriminación, y fabular con libertad entre la realidad histórica y la ficción poética.

## El uso del relato
La novela se asemeja a la obra "El Túnel" del narrador argentino Ernesto Sabato: no puede saberse si se trata de una novela corta o de un relato largo. La secuencia narrativa de Herrendorf, muy similar a la empleada en su obra “Evita, la loca de la casa", es lírica, poética y no cronológica. No sigue ninguno de los entramados clásicos de una novela, y en este sentido parece ser un relato de alto contenido poético aventajado por la autoría de quien lo ejerce: Antínoo.
Finalmente, la obra puede inscribirse en el existencialismo surrealista de principios del siglo XXI, con gran uso de la libertad del lenguaje y una pulcritud estilística propia de la literatura europea.

## La presencia de Adriano en la obra
Las Memorias de Antínoo refieren exclusivamente a este personaje, pues toda la historia está contada en primera persona como si Antínoo escribiera su Memoria, igual que lo hiciera Adriano en la obra de Marguerite Yourcenar; sin embargo hay referencias obvias a las Memorias de Adriano bajo las formas del reproche o la insinuación. De hecho, Herrendorf declaró públicamente al respecto: 
"Cuando leí "Memorias de Adriano" sentí que la voz de Antínoo era una voz apagada y que, sin embargo, merecía corporeizarse. Adriano aparece allí como un personaje fascinante, con poder, con gloria; emperador del vastísimo mundo que gobernó, porque pudo ser el emperador de la Roma más grande después de la de Trajano, pero, al contrario que sus antecesores, Adriano no pactaba anexiones o expansiones sino devoluciones de territorio. Es decir que pudo, inclusive, gobernar con el privilegio de devolver, por ejemplo, tierras a los partos, y evitar el avance sobre Britannia o retroceder ante algunos ataques de los bárbaros, que finalmente se quedaban con nuevas tierras. Es cierto que me pareció un personaje muy extraño, fascinante, básicamente griego, incluso en su forma de gobernar; pues Adriano era un hombre que exhibía una austeridad griega en el ejercicio del poder y que hizo también un enorme esfuerzo para recomponer y reconstruir el arte griego. Yo diría que Adriano fue la primera queja romana por el ocultamiento, tras una extraña bruma, de la cultura griega. Él lo decía públicamente y a mí me empezó a sorprender que este hombre tan extraordinario y de una personalidad tan avasallante, haya podido darle un espacio tan extraordinario a Antínoo, su compañero".

## La crítica
Mercedes Giuffré señaló sobre la obra: "La lectura de Borges, creemos, se deja traslucir en el manejo lírico de la lengua en Memorias de Antínoo. Encontramos en ella ciertos recursos estilísticos y términos que hablan de un espíritu muy lírico por parte de quien escribe" (...) "En cuanto al lenguaje y a la construcción del relato, se advierte un registro poético que va in crescendo y copa el texto a nivel verbal e, incluso, visual. Las oraciones se disponen en la hoja de manera unitaria, despojada, sencilla. Nuevamente se vislumbra la formación y la actitud poética de Herrendorf, así como la importancia de la lectura y la relación con Marguerite Duras, de quien parece heredar una gran tendencia a economizar vocablos y buscar la carga valorativa y la absoluta justificación de cada palabra. El lector admite, mientras recorre las páginas de la "novela", que aquello que lee está a medio camino entre la narrativa y la lírica, no sólo a causa del lenguaje sino también debido a la inusitada captación de los instantes eternos de la conciencia de los personajes sobre los que se posa y bucea cada obra de este joven y prometedor escritor".